# Santa Cruz (Mieres)
Santa Cruz es una de las parroquias que conforman el concejo de Mieres, en el Principado de Asturias (España). Se encuentra a 6 kilómetros de la capital del concejo, Mieres del Camino, y tiene una extensión de 3,75 km², lindando al SE con el vecino concejo de Aller y al NO con la parroquia de Ujo.
La población en 2020 era de 788 habitantes repartidos en los siguientes núcleos de población:
- La Alameda
- La Barraca
- Bustiello
- Canto la Vallina
- La Casona
- La Collada
- Collanzo
- La Corraina
- Cruz de los Caminos
- Los Cubiellos
- Los Figares
- La Florida
- La Fontona
- La Forcada
- Forniellos
- Fresnedo
- Gramedo
- Grillero
- La Llama
- Las Llanas
- La Llinar
- Oriella
- El Pedroso
- La Pomar
- El Préstamo
- La Puente Vieya
- Revallines
- San Salvador
- Santa Bárbara
- Sovilla
- Los Tableros
- Taruelo
- Valdeciego
- Valdeoreyo (Vandoreyo)
- Valdesenche
- Virgen de la Luz
- Vista Alegre
- Vista Hermosa

En sus términos se levanta el área industrial de Sovilla (Rioglass) y una central eléctrica (Electra del Viesgo).
La iglesia parroquial está bajo la advocación de San Salvador que comparte los oficios religiosos con la iglesia de Santa Bárbara de Bustiello.
En el Centro Sociocultural La Barraca (antiguo Colegio Público) ensayan varios grupos musicales del concejo, entrena el Club Tenis de Mesa Mieres, y se celebran diversas actividades socioculturales.
Posee los servicios comunes como ambulatorio del Servicio de Salud del Principado de Asturias, cementerio, polideportivo, etc., así como transporte municipal por carretera y ferroviario por medio del apeadero del FEVE.
Los vecinos de esta población votaron por unanimidad pertenecer al concejo de Mieres cuando éste se disgregó de Lena en 1837, habiendo sido la actividad minera una de las fuentes de riqueza de esta parroquia con varias explotaciones en las que destacó Mina Dominica.